# Домачи
Домачи — село Лев-Толстовского района Липецкой области России. Административный центр сельского поселения Домачевский сельсовет.

## География
Стоит на ручье — притоке реки Ягодной Рясы в районе села на нём сделаны несколько запруд. Расстояние от села Домачи до посёлка Лев-Толстой - 15 км, расстояние еот села Домачи до города Липецка - 103 км.

## История
В историко-статистическом описании церквей и монастырей рязанской епархии изданном в 1888 году в Рязани, указывается, что "Домачево" в качестве деревни упоминается в переписных книгах 1668 года. По документам 1776 года "Домачево" упоминается как село с церковью Николая Чудотворца. При ней церковные земли, 26 дворов боярских, поп да дьячок, всего 30 дворов.
Шли годы, увеличивалось в Домачах население. Приток его объясняли тем, что возле села, находились большие леса и сравнительно легко было построить деревянный дом. Во второй половине XIX века в Домачах насчитывалось 176 дворов. Но в 1876 году пришла беда: пожар уничтожил село, оно сгорело полностью. Однако уже через год уже было отстроено почти заново.
Если заглянуть в прошлое, то мы узнаем, что в XVIII - XIX веках село было разделено на две части. Одна часть крестьян была в подчинении у барина, остальные крестьяне были государственные. У барских крестьян существовали крепостнические порядки, имелось два помещичьих имения - Лукинского и Елагина. Помещики жили в городах и наезжали в свои поместья редко, все дела вели управляющие. Свободные или государственные крестьяне подчинялись старосте.
В 1793 году князь Долгорукий купил у помещицы Фроловой земли и имение. А вообще Домачи поселение древнее, можно предположить, что здесь жили люди еще до нашествия монголов, в XII веке.
По всей вероятности название села произошло от слова домочить. Люди здесь издревле занимались выращиванием конопли, которую перед обработкой замачивали, и кто - то когда - то произнес, что надо "домочить", то есть необходимо еще подержать коноплю в воде.
До реформы 1861 года барские крестьяне несли повинности в пользу помещика - оброк и барщину. Что касается крестьянских наделов, то каждая семья имела не больше семи десятин земли. Реформа 1861 года не улучшила положение крестьян. Многие так и остались безлошадными, продолжали сдавать свои участки богатым землевладельцам, другие разорялись и уходили в города.
Накануне 1917 года в селе было более 2 тысяч жителей. Зажиточные крестьяне имели четыре ветряных мельницы, три шерстобитки, маслобойню. Богато жила и семья старосты М.И Тушева, имевшая около 300 десятин земли, две молотилки и шерстобитку.
Село окружено оврагами с трех сторон и только северная часть их не имеет. Овраги глубокие, малодоступные, когда - то в них было много родников. На востоке села проходит урочище (овраг) Дехтярка. Вода по нему идет с севера на юг, здесь же, на восточной стороне, находится Карповская лощина. На западе села расположен Фомин лес, ранее принадлежащий богатому Фомину. На юго-западе села имеется тоже большой лесной массив, так называемые домачевские дачи. Это самый большой лес в районе. Здесь когда - то были дачи зажиточных людей, сюда на лето съезжались семьи помещиков и купцов.
Между Домачами и Карповкой проходит лощина называемая урочищем Караульным. Воды по логу Дехтярки в лощине Карповской впадают в Караульное, а оттуда в реку Ягодную Рясу.
В оврагах домачевской земли имеются сорта превосходной глины. Из этой глины производили красный кирпич и строили дома.
У многих жителей были и есть сады. Раньше даже самые бедные хозяева имели по несколько фруктовых деревьев, в этой местности много прудов.
В 60 годы в селе шло интенсивное строительство. Был построен детский сад, обновились здания медицинского пункта и магазина.
Современная Домачевская средняя школа приняла своих первых учеников осенью 1976 года. Строилась она совхозом "Домачевский" очень трудно. Осенью 1974 первый камень в фундамент школы, заложил бывший в то время директор восьмилетней школы П.В. Тушев. Летом 1975 года был построен 1 этаж и заложен фундамент под спортивный зал, весной и летом следующего года построен второй этаж, спортивный зал и котельная, подведены коммуникации.
Учащиеся и учителя убирались в здании, очищали территорию от строительного мусора, занимались благоустройством. Осенью 2006 года школа отметила свое 30 – летие. И учителя и ученики долго и серьезно готовились к юбилею. Проведен хороший ремонт, перед входом разбиты красивые клумбы, обновился вид школьного здания после ремонта крыльца с использованием современных строительных материалов, установки новой входной двери.За все время работы Домачевской средней школой было выпущено 226 молодых жителя села, 40 из них закончили высшие учебные заведения, 45 техникумы и колледжи. Почти половина выпускников осталась работать в родном селе или районе экономистами, агрономами, бухгалтерами, механизаторами, воспитателями, учителями, животноводами.

## Достопримечательности
Церковь Николая Чудотворца (конец XIX века)

## Население
| 1859 | 1897  | 1906  | 2000 | 2010 |
| ---- | ----- | ----- | ---- | ---- |
| 937  | ↗1427 | ↘1264 | ↘478 | ↘454 |

## Известные уроженцы
В Домачах родился революционер Николай Андреевич Ряховский.